# 孫振宗
孫振宗（？—？），字德聲，福建泉州府晉江縣人，民籍，明朝政治人物。

## 生平
嘉靖三十一年（1552年）壬子科福建鄉試第七十二名舉人。嘉靖四十一年（1562年）中式壬戌科會試第二百二十四名，三甲第一百九十六名進士。任行人司行人。道光《晋江县志》有传。

## 著作
孫振宗深研《易经》，有《易学说约》行世。

## 家族
曾祖孫崇高；祖父孫福；父孫榮，母楊氏。严侍下。